# Zhangye
Zhangye (chinois : 张掖市 ; pinyin : Zhāngyè shì) est une ville-préfecture située dans le Corridor du Hexi, dans de la province du Gansu en Chine. Elle a reçu le nom de « Ville d'or » sur la route de la soie. Elle est classée parmi les Villes célèbres de la culture historique nationale (zh) (国家历史文化名城) chinoise.
La ville comporte différents patrimoines classés Sites historiques et culturels majeurs protégés au niveau national.

## Histoire
L'historien Sima Qian (Entre -145 et -135 – -86), en parle dans les « Mémoires historiques ». La dynastie des Han occidentaux consigne dans le Hanshu : « 帝颛顼……西至于流沙 » ; « L'empereur (mythique) Zhuanxu… à l'Ouest jusqu'à Liusha (流沙) ». À « Liusha » réside Zhangye, dans le xian yan (延县).
Un ancien nom de Zhangye était Ganzhou (que l'on retrouve dans le district de Ganzhou), appelée Canpicion ou  Campicion dans le Livre de Marco Polo et où M. Polo accompagné de son oncle a séjourné un an au service de Kubilai Khan.

## Géographie
La ville de Zhangye est située au centre du corridor du Hexi, qui était jadis la seule voie reliant le centre de l'Empire à ses territoires de l'ouest.

## Démographie
La population de la préfecture recensée en 2010 était de 1 199 515 habitants et celle de la ville de Zhangye (le district de Ganzhou) à 260 000 habitants la même année.

## Subdivisions administratives
La ville-préfecture de Zhangye exerce sa juridiction sur six subdivisions - un district, quatre xian et un xian autonome :
- le district de Ganzhou - 甘州区, gānzhōu qū ;
- le xian de Minle - 民乐县, mínlè xiàn ;
- le xian de Linze - 临泽县, línzé xiàn ;
- le xian de Gaotai - 高台县, gāotái xiàn ;
- le xian de Shandan - 山丹县, shāndān xiàn ;
- le xian autonome yugur de Sunan - 肃南裕固族自治县, sùnán yùgùzú zìzhìxiàn.

## Patrimoine
Le temple du Grand Bouddha de Zhangye (张掖大佛寺, Zhāngyè dàfó sì) est classé depuis 1996, sur la 4e liste des Sites historiques et culturels majeurs protégés au niveau national pour le Gansu.
La Tour du tambour de Zhangye (zh) (张掖鼓楼), le monastère Xilai (西来寺) et les huiguan (zh) (会馆) de Zhangye (张掖山西会馆 (zh) et 张掖民勤会馆 (zh)) sont classés depuis 2006 dans la 6e liste des Sites historiques et culturels majeurs protégés au niveau national..

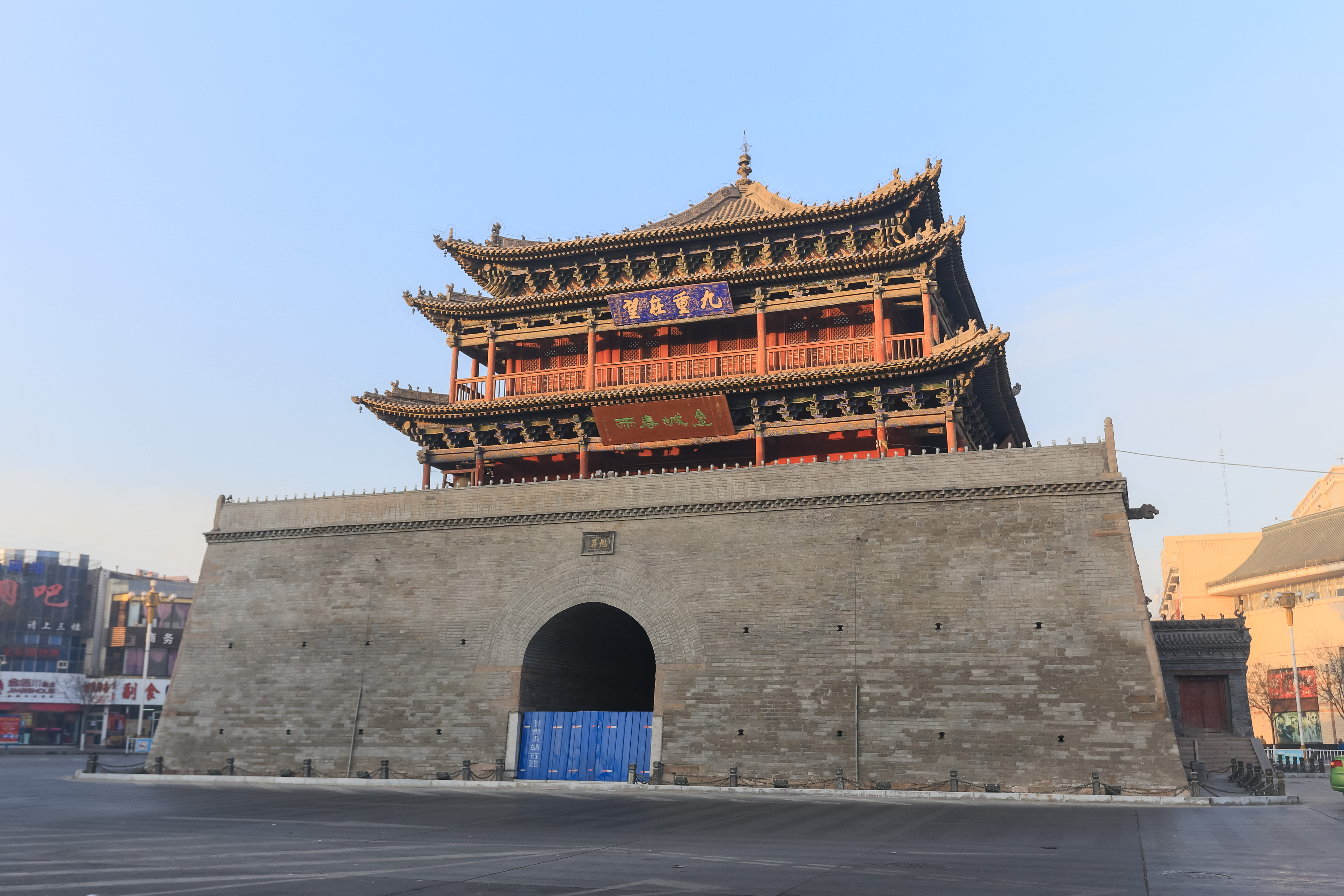
Tour du tambour de Zhangye (zh)
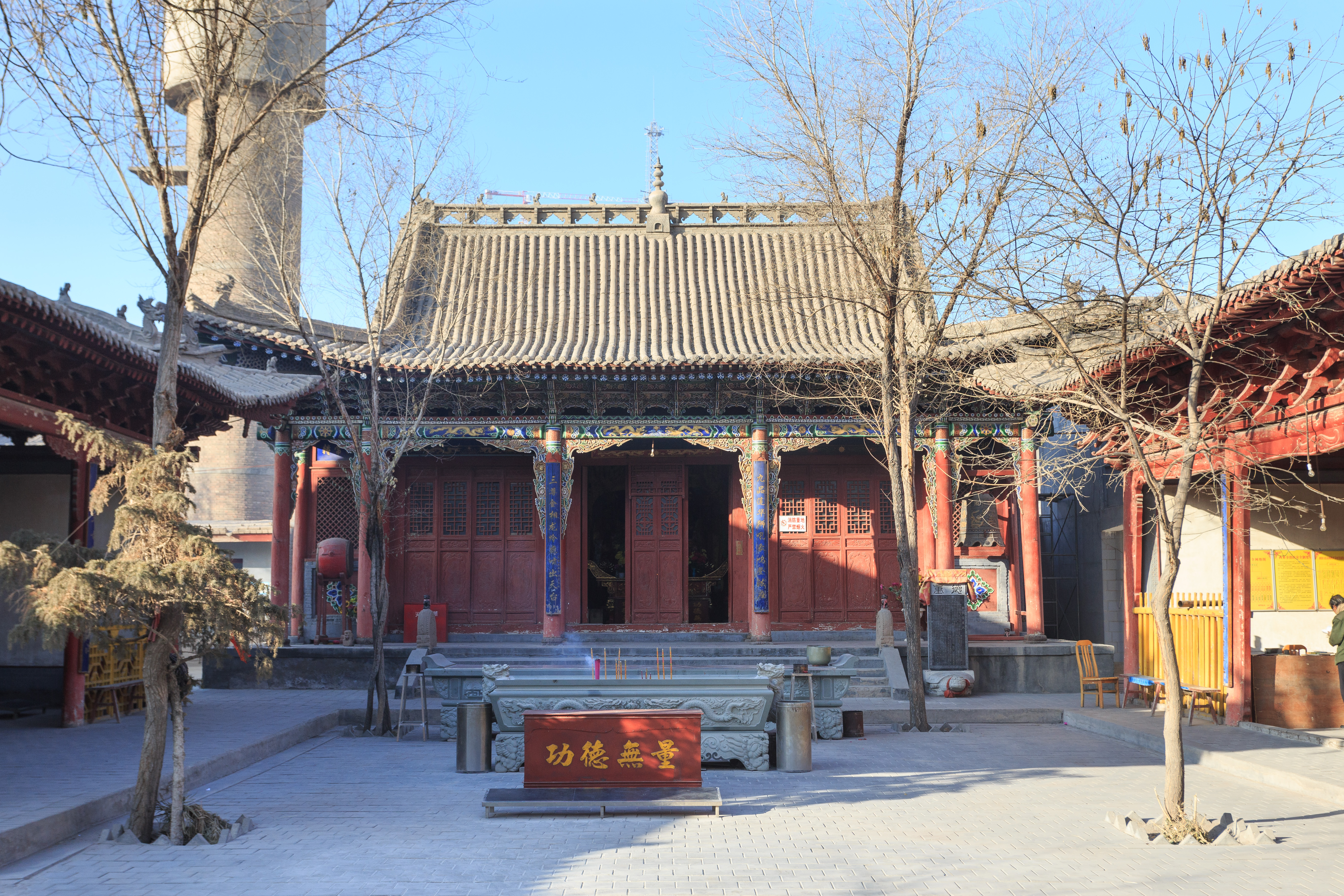
Monastère Xilai
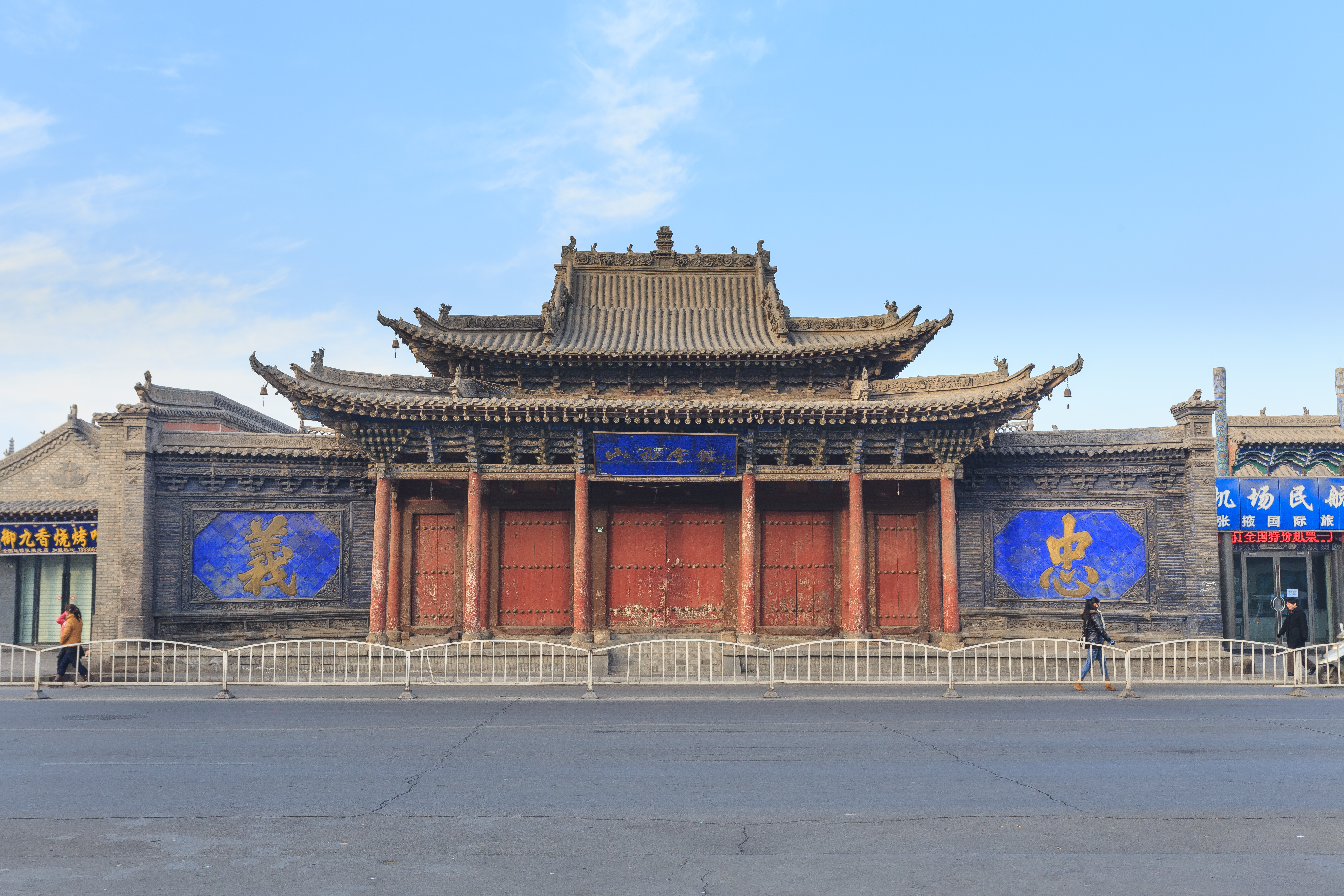
Huiguan Shanxi de Zhangye
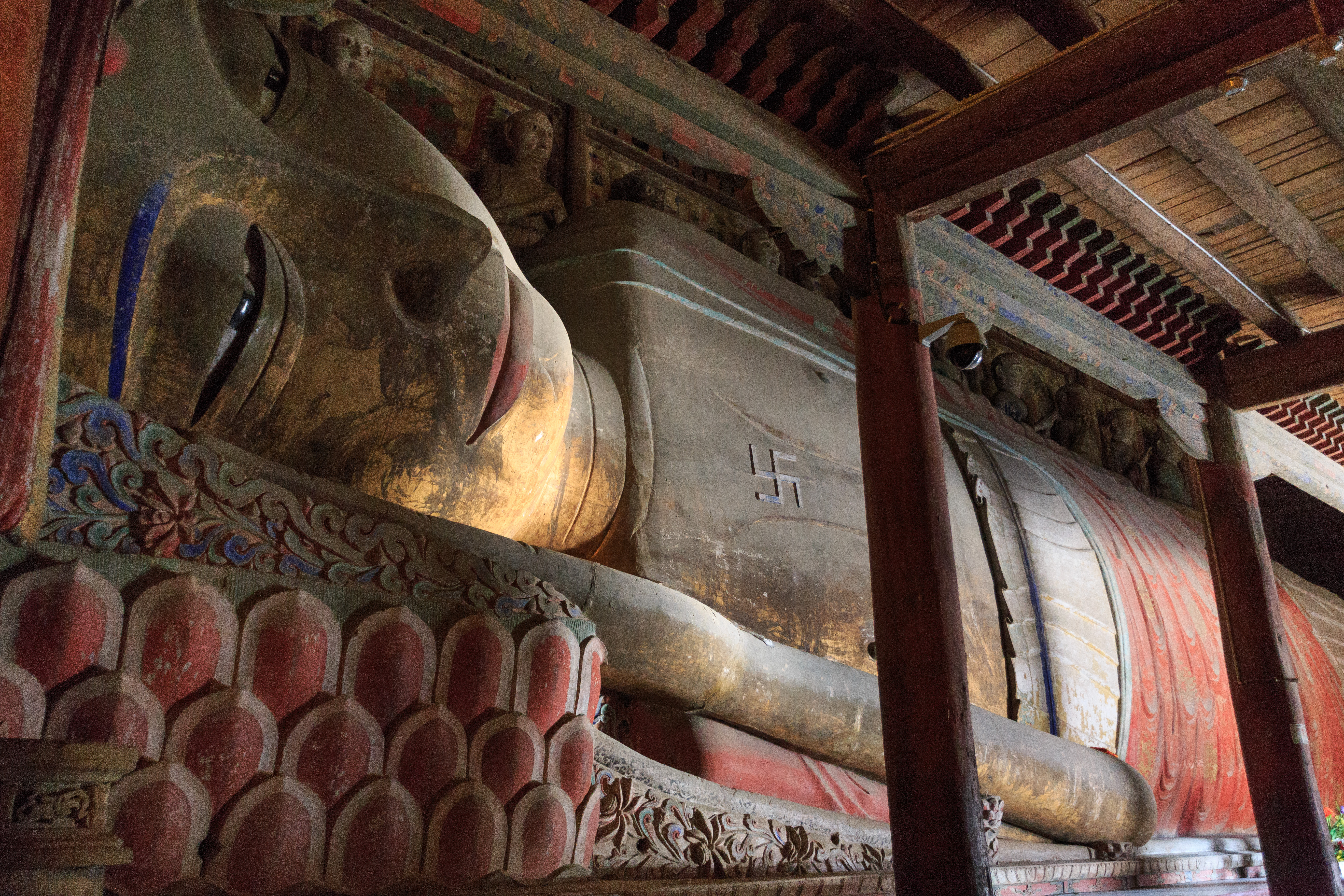
temple du Grand Bouddha de Zhangye